# St. Trinitatis (Ohrdruf)

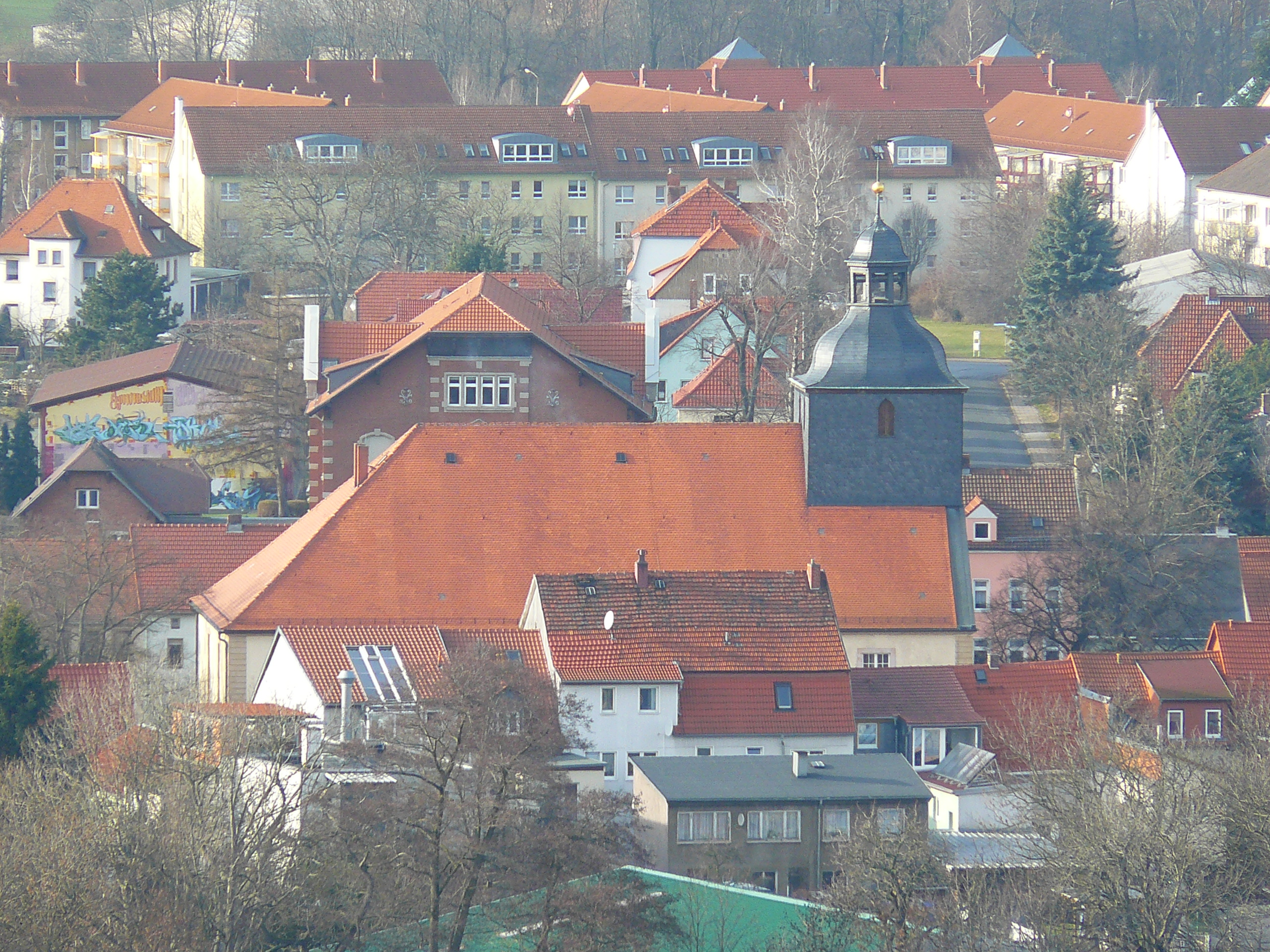
Blick auf St. Trinitatis

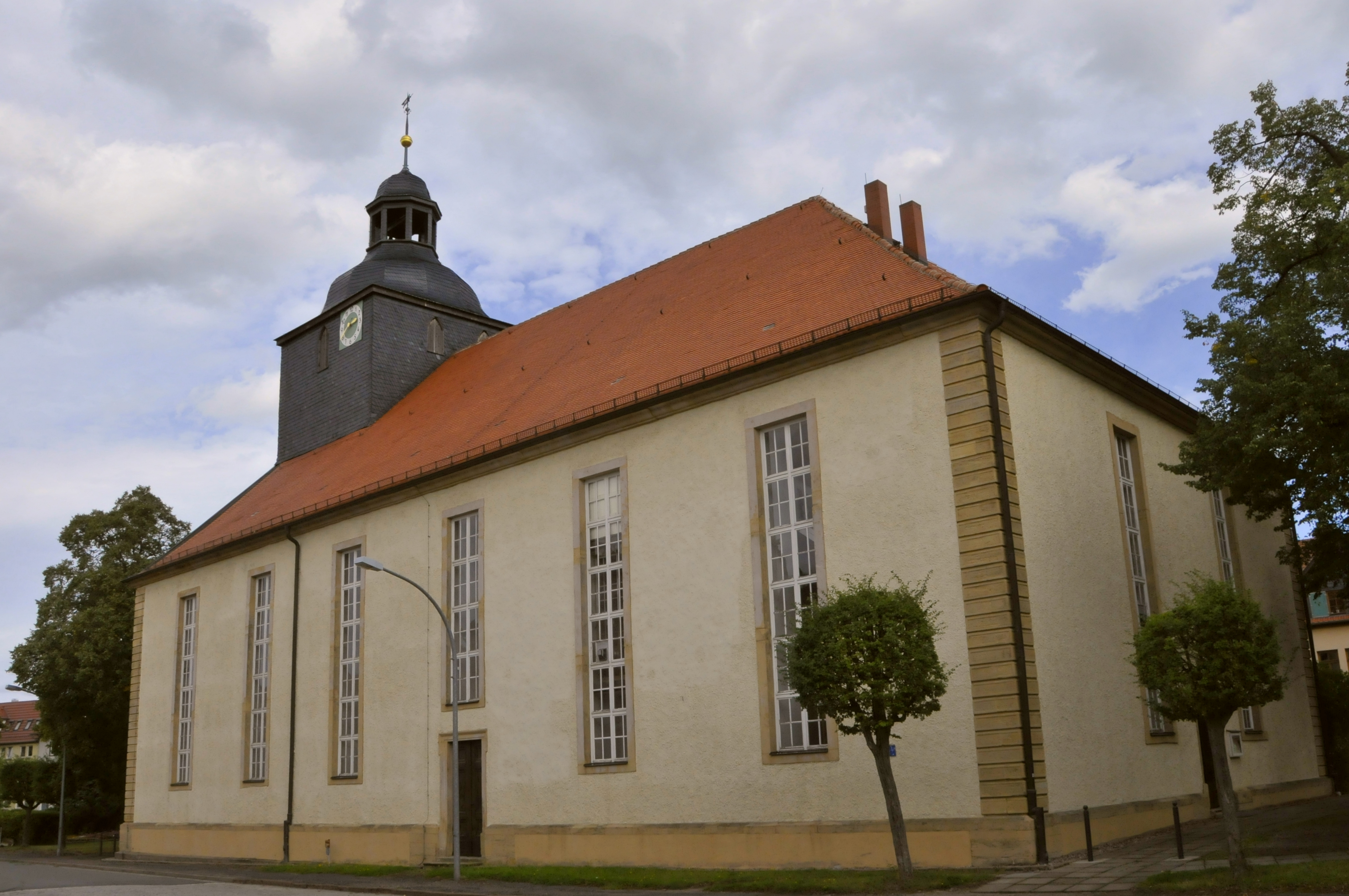
Südwestseite der Kirche

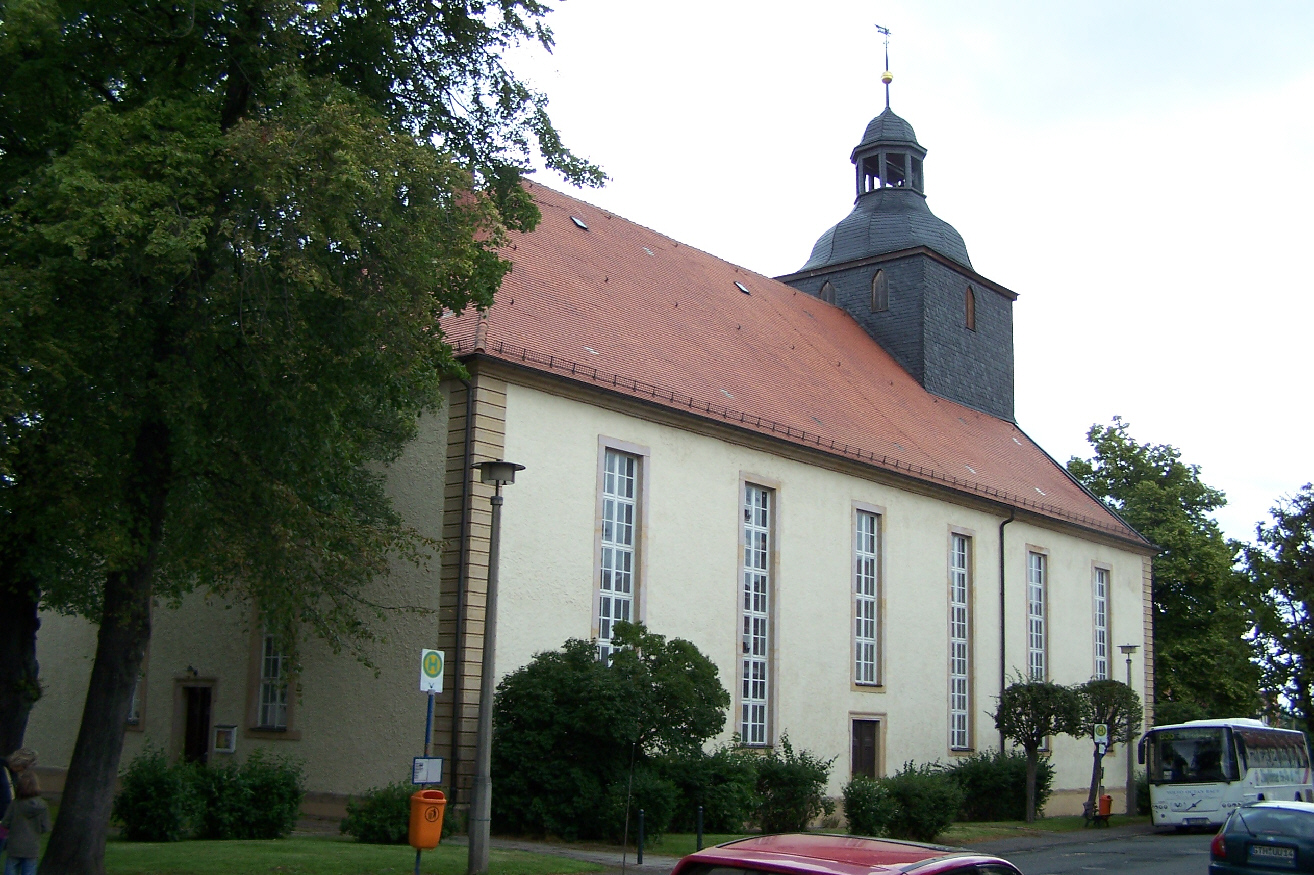
Nord-West-Ansicht

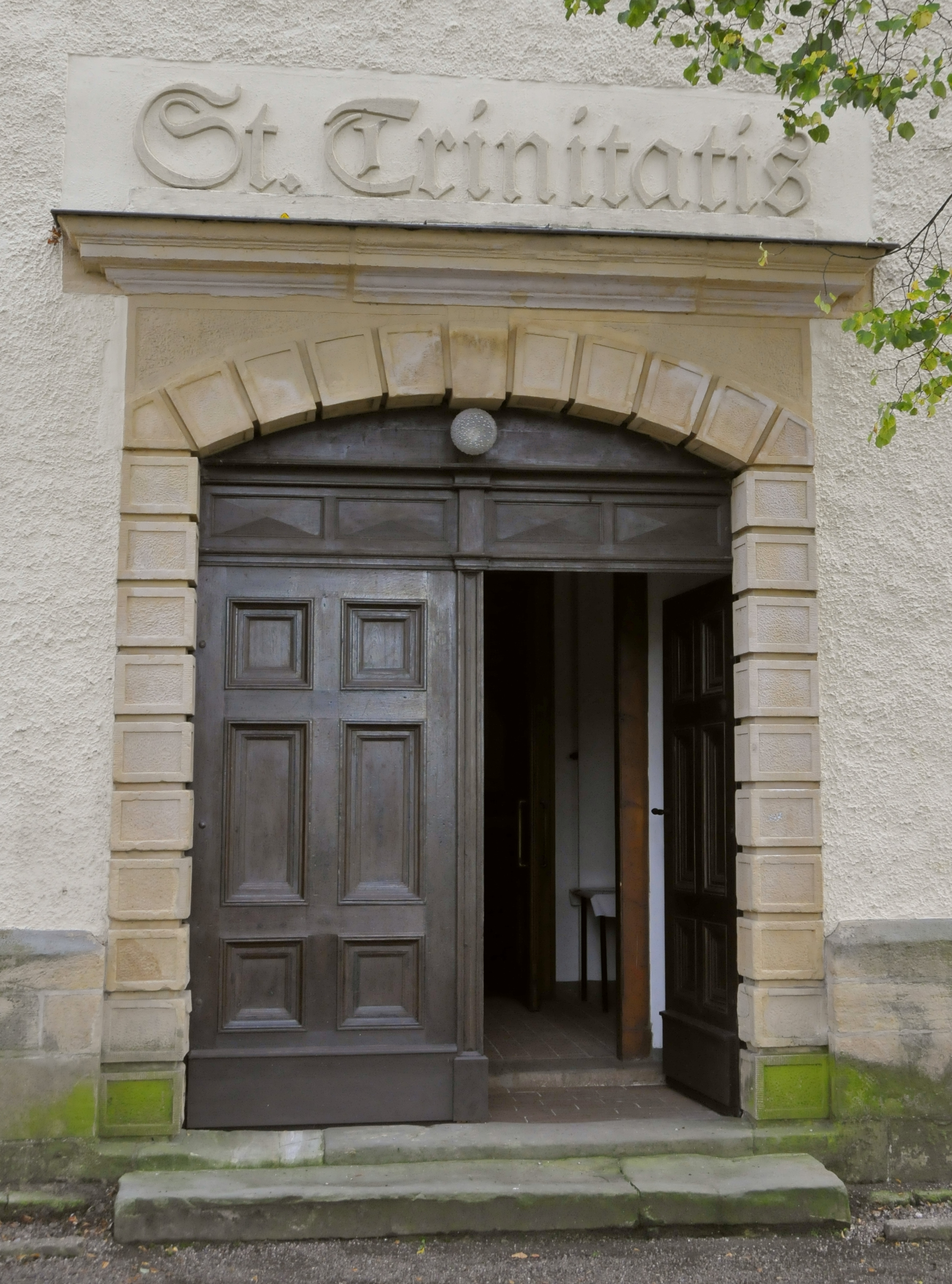
Eingang

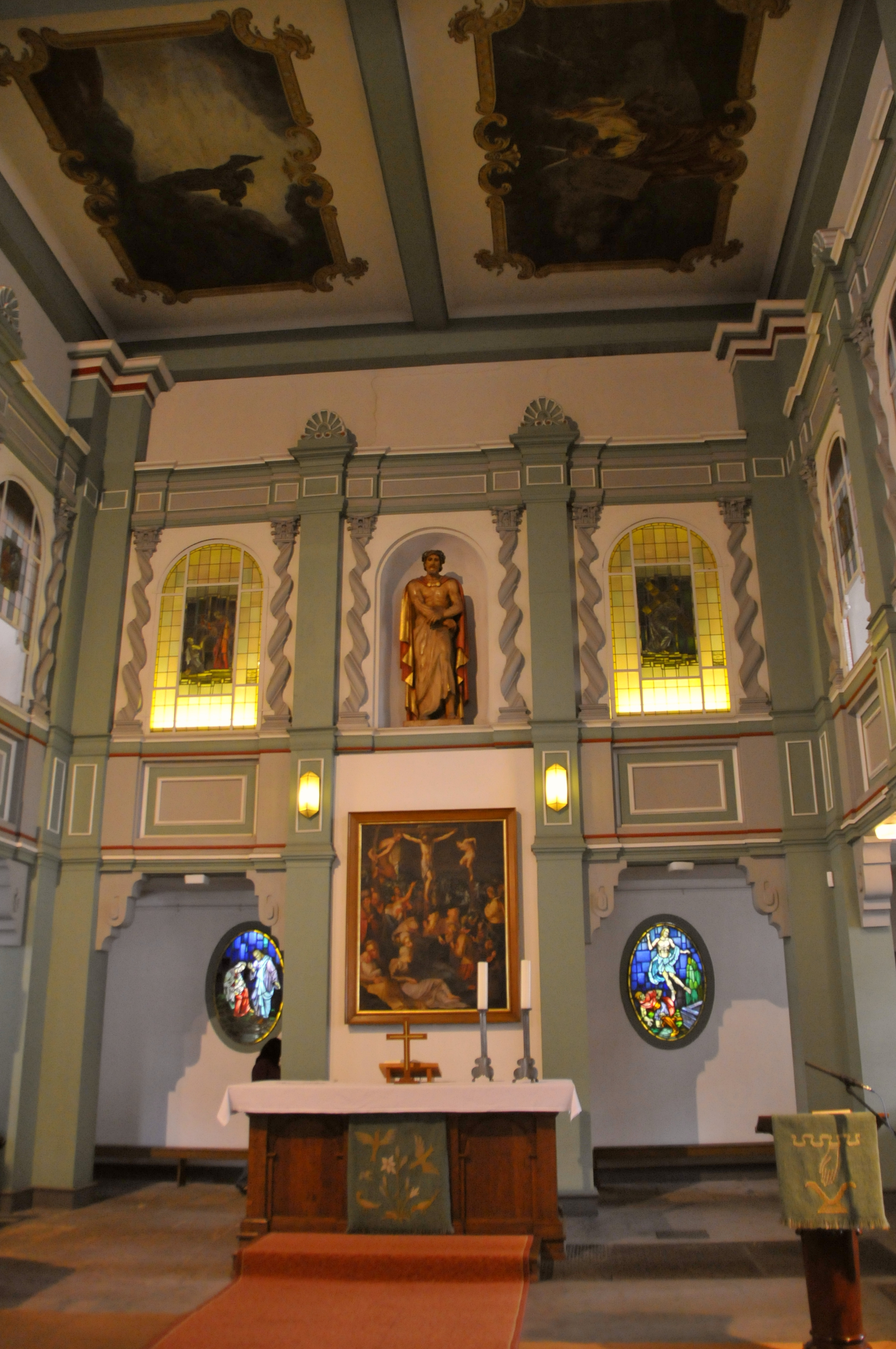
Altarraum mit Christusfigur und Kreuzigungsgemälde

St. Trinitatis ist seit der Zerstörung der Michaeliskirche in der Innenstadt im Februar 1945 die evangelische Pfarrkirche  von Ohrdruf in Thüringen. Bis dahin war sie die Kirche nur der Vorstadt und Garnisonkirche.

## Geschichte
Anfang des 16. Jahrhunderts gab es außerhalb der südlichen Stadtmauern von Ohrdruf in der Vorstadt – die „Lange Leich“, die Straße Im Leichfeld in der Nähe erinnert noch daran – die Lorenzkapelle oder das Heilige Häuschen. 1525 wurde dort die erste evangelische Predigt gehalten. 1533 musste die Kapelle wegen Baufälligkeit abgerissen werden. Seitdem war die Gemeinde der Vorstadt ohne eigene Kirche und in die damalige Stadtkirche St. Michaelis eingepfarrt.
Anfang des 18. Jahrhunderts beschloss man einen Kirchenneubau „zur Ehre Gottes, zur Erbauung im Christenstand und zur Verhütung von allerlei Aergernis“. Am 17. April 1709 wurde in Anwesenheit Herzog Friedrichs II. von Sachsen-Gotha-Altenburg der Grundstein für den Bau gelegt, dessen Pläne der sachsen-gothaische Baumeister Johann Erhard Straßburger entworfen hatte. Am 17. Juni 1714 wurde die Kirche der Dreifaltigkeit Gottes (Trinitatis) geweiht. Die kleine Orgel, das ehemalige Rückpositiv der St.-Michaelis-Kirche, spielte der Bachbruder Johann Christoph Bach, der dort als Organist wirkte und in Ohrdruf sieben Jahre später verstarb.
Das barocke Gotteshaus ist in beiden Seitenschiffen mit zweigeschossigen Emporen, Herrschaftsständen (Nischen für die Obrigkeit) seitlich des Altars ausgestattet. Alle drei Schiffe haben flache Decken. Über dem Mittelschiff sind die Kassetten mit großflächigen Gemälden geschmückt. 1746/47 baute der Wanderslebener Orgelbauer Johann Stephan Schmaltz eine  Orgel ein, die 1814 von einer neuen Orgel aus der Ohrdrufer Werkstatt von Georg Franz Ratzmann ersetzt wurde. Die Deckenfelder malte 1895 der Ohrdrufer Kunstmaler und Zeichenlehrer Bruno Kohlmann.
1927 wurde der Altarraum bei einem Umbau der Kirche neu gestaltet, eine Winterkirche und Gemeinderäume wurden im ersten Stock eingebaut. Die Kirche erhielt auch eine Warmluftheizung. Dank einer Stiftung von Gemeindemitgliedern schuf der Weimarer Kunstglaser Krause acht Bleiglasfenster mit Bibelmotiven nach Entwürfen von Paul Birr, Berlin. Die Christusgestalt in der Altarwand stammt von 1935.
Im Zuge der Renovierung des Kircheninneren 1980 versetzte man die Kanzel von der hinteren Altarwand auf die linke Seite des Kirchenschiffes in die Nähe des Gestühls; ihr alter Standort wurde mit einem barocken Kreuzigungsgemälde geschmückt. Am 4. Oktober 1992 wurde die von Förster & Nicolaus aus Lich restaurierte Ratzmann-Orgel wieder eingeweiht. Die Fertigstellung der Außenfassade und des Turmgebälks erfolgte 1997/98, 2006/07 wurde die Orgel nochmals grundsaniert.
Der Taufstein von etwa 1680 stammt vermutlich aus der Kapelle des Schlosses Ehrenstein.
Eine Glocke der Kirche stammt vom Gothaer Glockengießer Paul Seeger (1648–1721).
Die Kirche wird häufig für Konzerte genutzt.

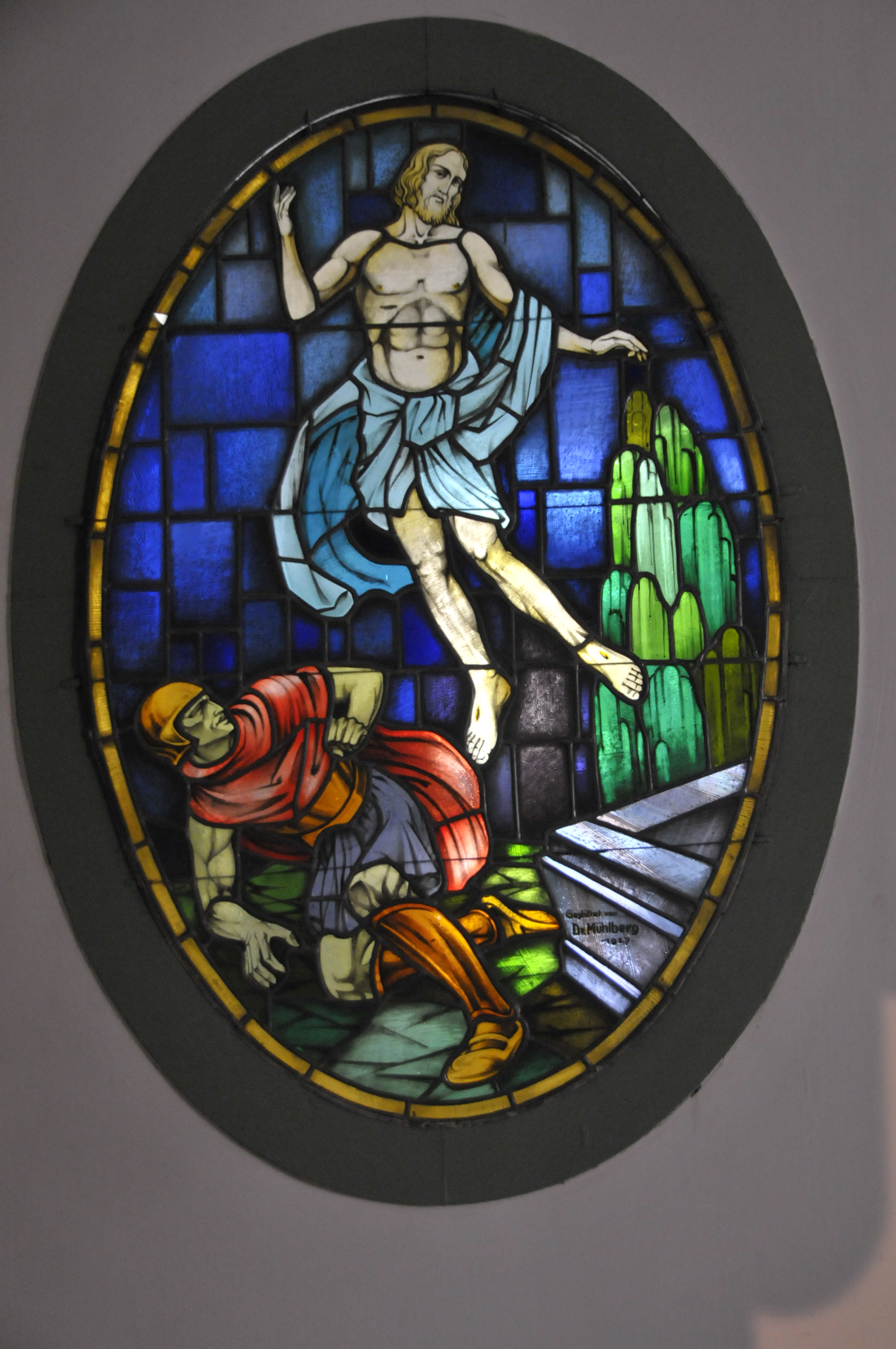
Bleiglasfenster im Altarraum
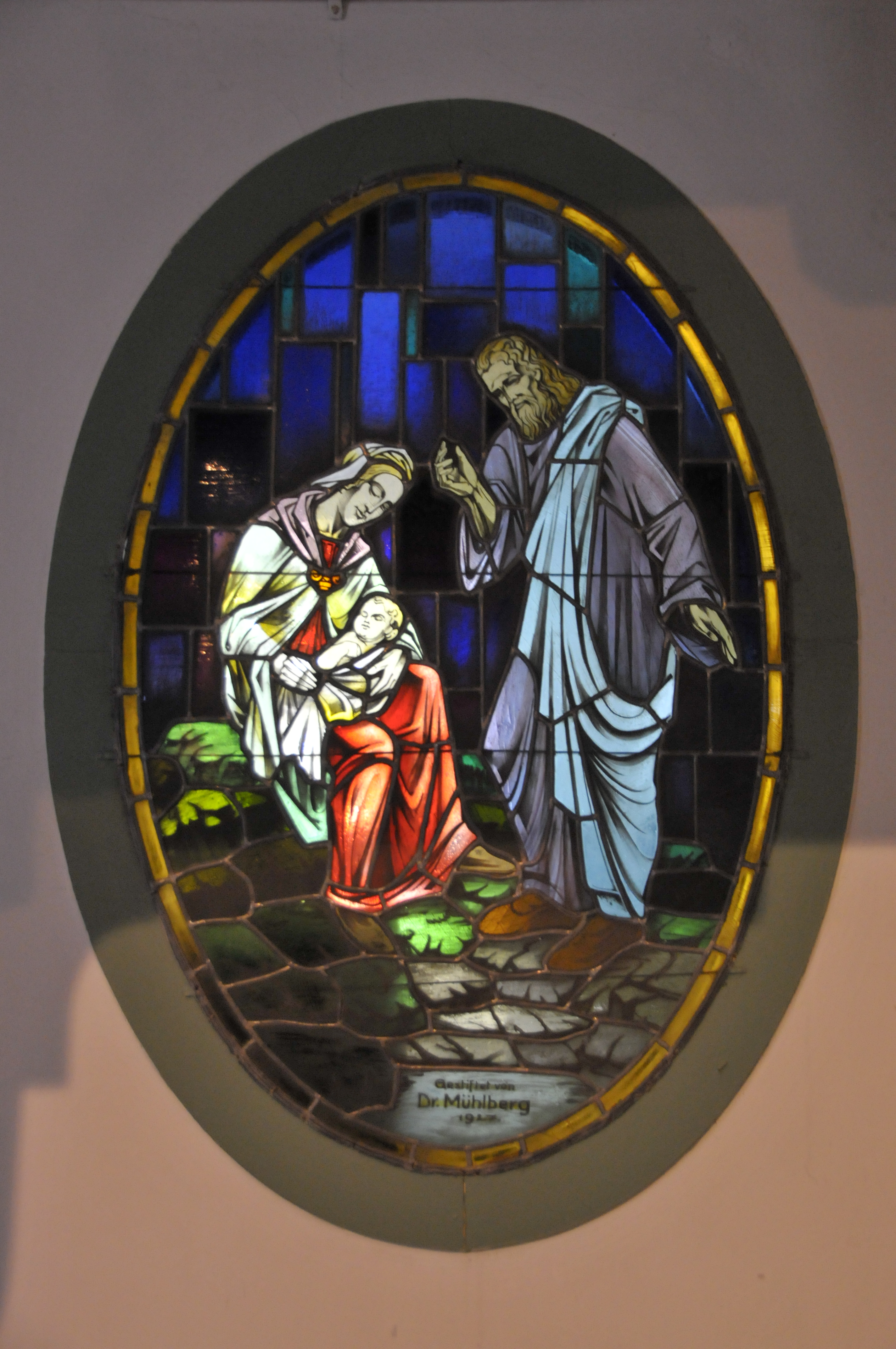
Bleiglasfenster im Altarraum
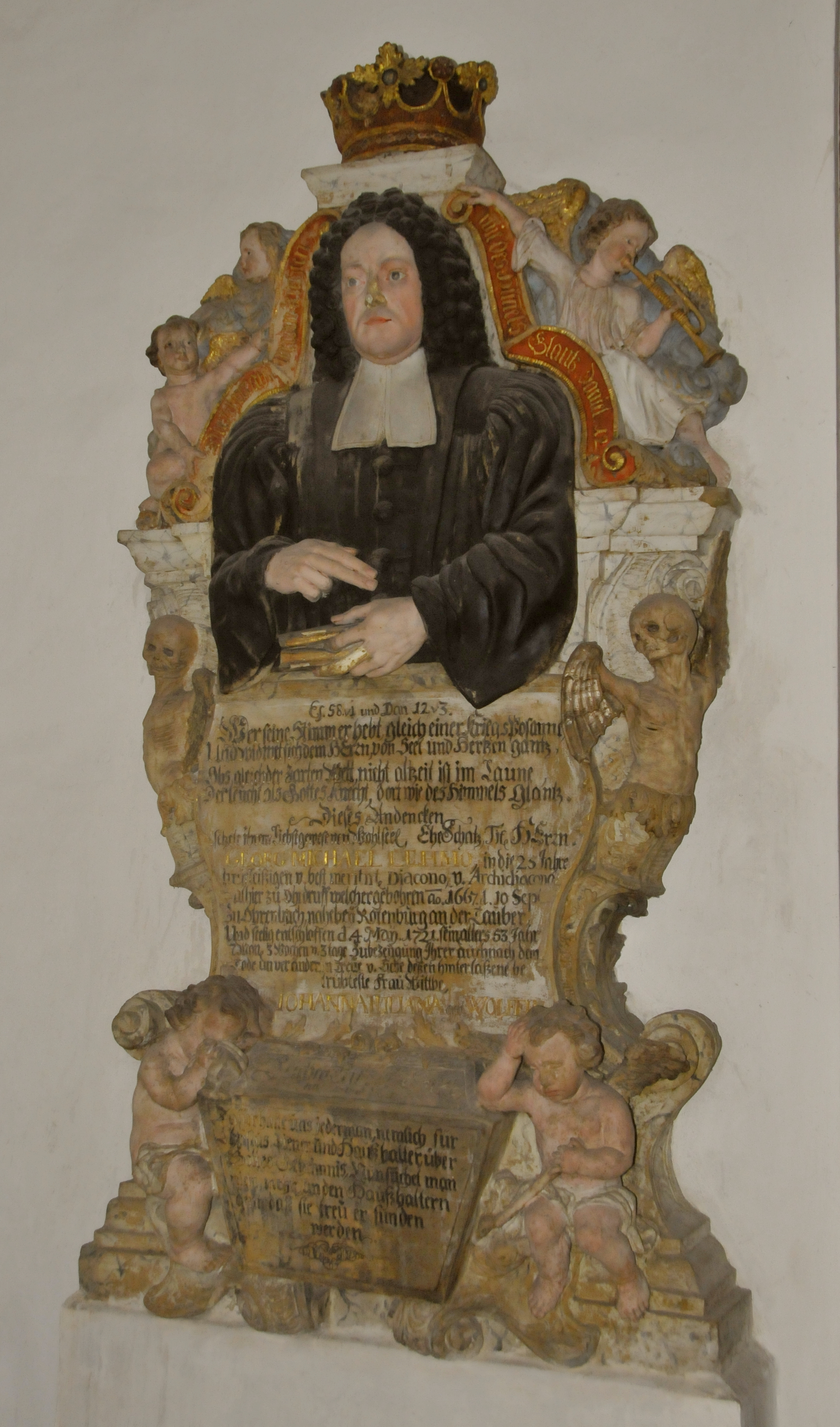
Grabplatte von 1721
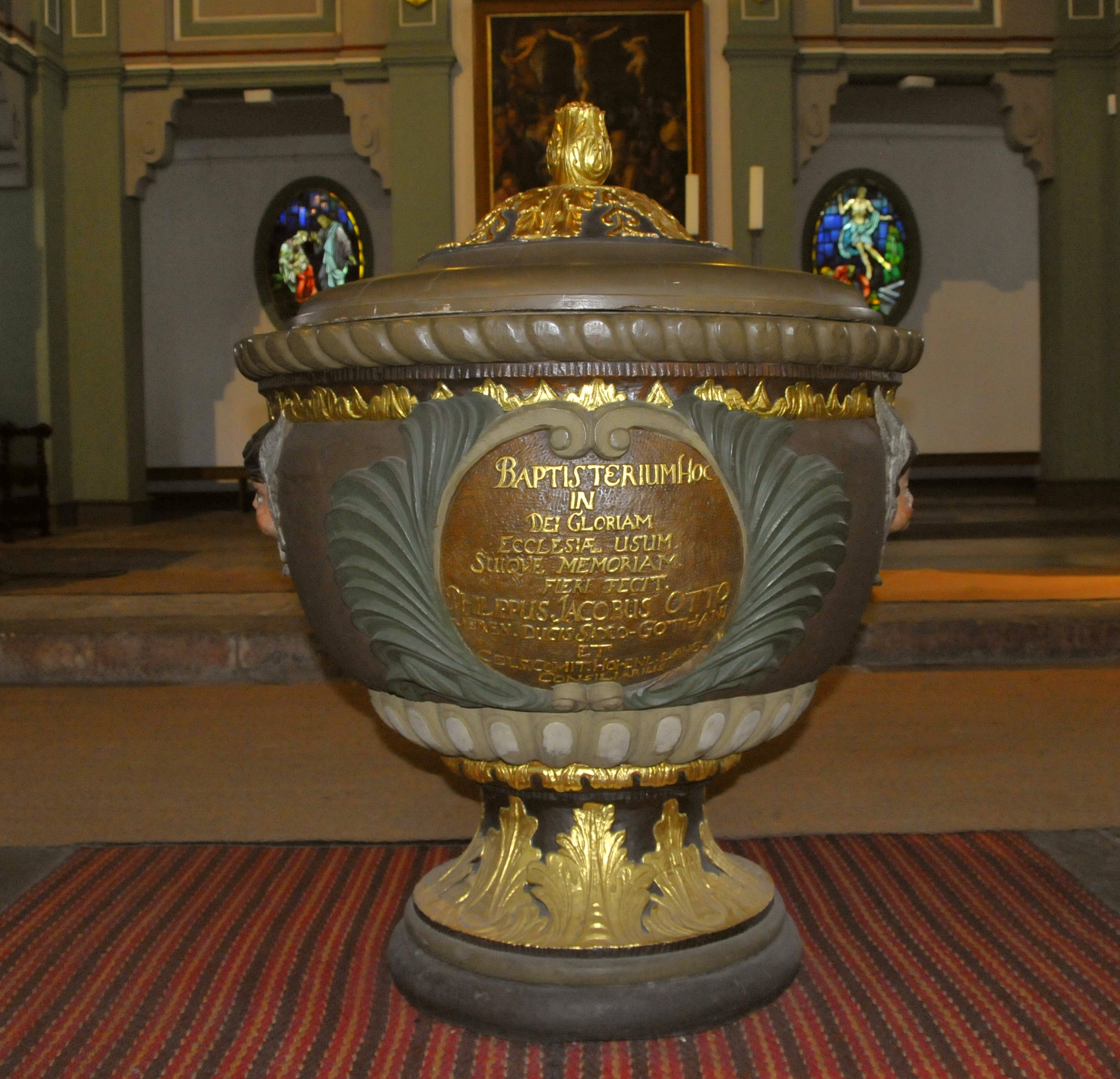
Taufstein von etwa 1680

## Orgel

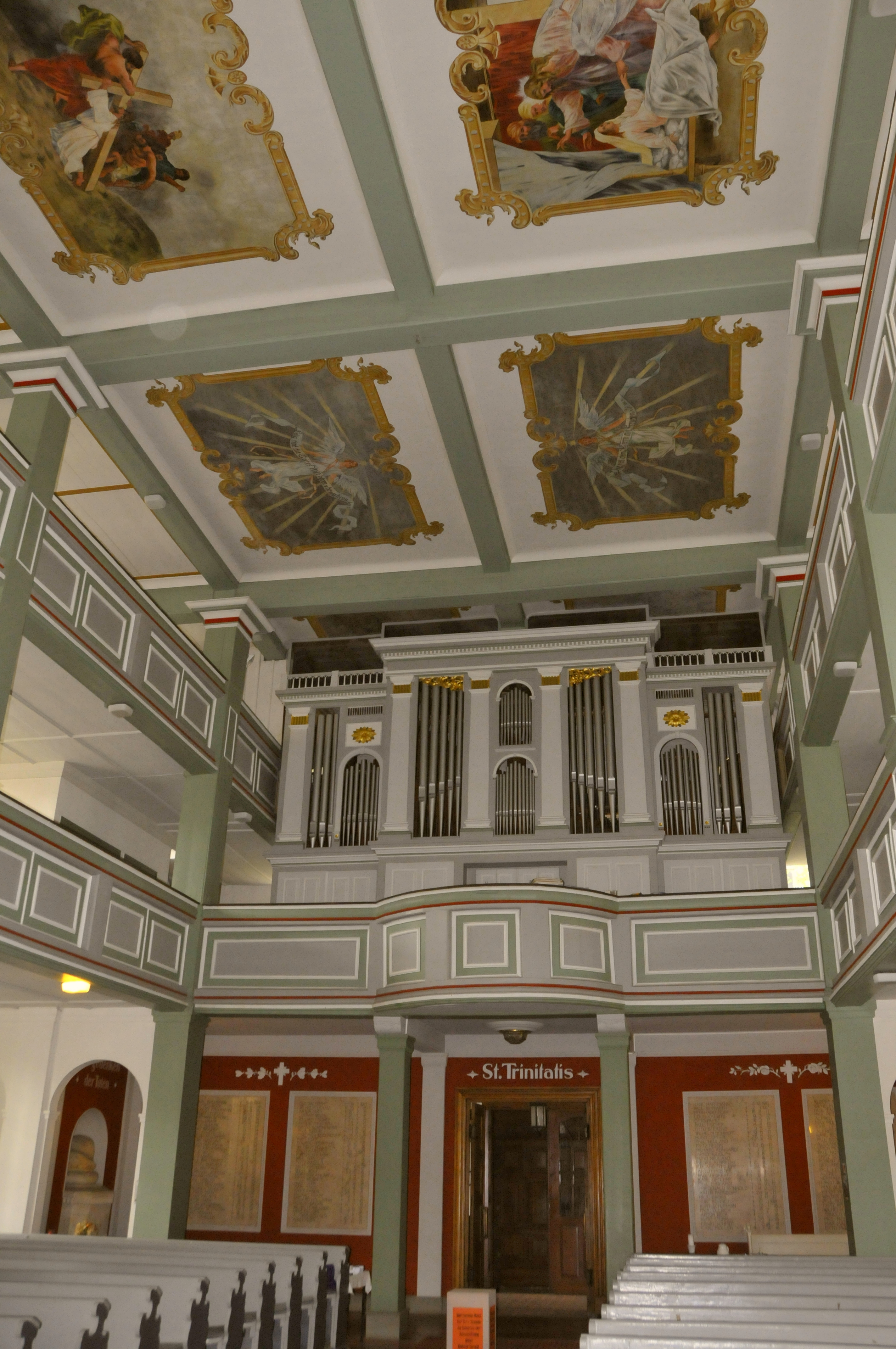
Kircheninneres mit Ratzmann-Orgel

Die Orgel geht zurück auf ein Instrument aus dem Jahre 1814, die dritte Orgel der Trinitatiskirche, erbaut von dem Orgelbauer Georg Franz Ratzmann. Das Instrument hat 34 Register auf zwei Manualen und Pedal. Die Trakturen sind mechanisch. Es wurde zuletzt in den Jahren 1990–1992 durch den Orgelbauer Förster & Nicolaus (Lich) restauriert.
| I Hauptwerk C–f3 |             |     |
| 1.               | Principal   | 16′ |
| 2.               | Bourdon     | 16′ |
| 3.               | Principal   | 8′  |
| 4.               | Gamba       | 8′  |
| 5.               | Hohlflöte   | 8′  |
| 6.               | Gedackt     | 8′  |
| 7.               | Quinte      | 6′  |
| 8.               | Octave      | 4′  |
| 9.               | Hohlflöte   | 4′  |
| 10.              | Quinte      | 3′  |
| 11.              | Octave      | 2′  |
| 12.              | Cornett (D) | 8′  |
| 13.              | Mixtur III  | 2′  |
| 14.              | Cimbel III  | 1′  |
| 15.              | Trompete    | 8′  |

| II Oberwerk C–f3 |                 |     |
| 16.              | Quintatön       | 16′ |
| 17.              | Geigenprincipal | 8′  |
| 18.              | Salicional      | 8′  |
| 19.              | Fugara          | 8′  |
| 20.              | Flauto traverso | 8′  |
| 21.              | Liebt. Gedackt  | 8′  |
| 22.              | Spitzflöte      | 4′  |
| 23.              | Octave          | 4′  |
| 24.              | Octave II       | 2′  |
| 25.              | Mixtur III      | 2′  |

| Pedalwerk C–d1 |              |     |
| 26.            | Principalbaß | 16′ |
| 27.            | Violonbaß    | 16′ |
| 28.            | Subbaß       | 16′ |
| 29.            | Violoncello  | 8′  |
| 30.            | Octavbaß     | 8′  |
| 31.            | Bordunbaß    | 8′  |
| 32.            | Quintbaß     | 6′  |
| 33.            | Octavbaß     | 4′  |
| 34.            | Posaune      | 16′ |

- Koppeln: II/I, I/P

## Die Kirche und die „Bachs“
Die Kirche verband eine enge Zusammenarbeit mit Mitgliedern der Ohrdrufer Linie der Bach-Musiker-Familie:
- 1714 bis 1721 Johann Christoph Bach, Kantor und Lehrer, Begründer der Ohrdrufer Bach-Linie, Organist
- 1714 bis 1717 Tobias Friedrich Bach, 1. Sohn von Johann Christoph, Kantor und Lehrer, Organist
- 1721 bis 1743 Johann Bernhard Bach, 2. Sohn von Johann Christoph, Organist

Da ab 1738 die Kirche eine Pfarrkirche war, gab es ab 1742 eigenständige Organisten:
- 1742 bis 1779 Johann Andreas Bach, 8. Kind von Johann Christoph, Organist (von 1744 bis 1753 Organist zu St. Michaelis)
- 1779 bis 1814 Johann Christoph Georg Bach, Sohn von Johann Andreas, mit ihm stirbt der letzte Organist der Bachlinie in dritter Generation in Ohrdruf.
- Johann Christoph Bach, 3. Sohn von oben genanntem Johann Christoph, Kantor und Lehrer von 1728 bis 1756 in Ohrdruf, komponierte für den Festgottesdienst zur Einweihung der neuen zweiten Orgel in St. Trinitatis am 18. Juni 1747 eine Kantate.
- Philipp Christian Georg Bach (1734–1809) wirkte 1772 als Diakon in St. Trinitatis und war von 1757 bis 1772 Kantor, bevor er Pfarrer in Werningshausen wurde.
- Friedrich Bernhard Christian Bach (1819–1862) war seit 1860 ebenfalls Diakon.
- Ernst Carl Gottfried Bach (1738–1801) war von 1772 bis 1801 der letzte Kantor der Bach-Linie.
- Ernst Carl Christian Bach (1785–1859), Sohn des Vorgenannten, war als Pfarrer von 1817 bis 1821 und von 189 bis 1859 als Ohrdrufer Superintendent tätig. Er war der letzte Pfarrer der Bach-Linie in Ohrdruf.

## Das Leichviertel
Das Viertel, in dem die Kirche errichtet wurde, bot gegenüber einem innerstädtischen Standort einige Vorteile: großzügige Verkehrsfreiheit für landwirtschaftliche Gespanne, besseren Schutz vor Brandkatastrophen, die im innerstädtischen Bereich oftmals mehrere Häuser(zeilen) heimsuchten, fließwasserreiche Lage (Ohra nebst Nebenbächen) zur Entwicklung etlicher Gewerke, die breite, zum Thüringer Wald führende Ausfall- und Handelsstraße (heute die L 2148 – „Waldstraße“), an der die Kirche liegt, die vielen von der Ohra gespeisten Mühlen (Lappmühle, Königsmühle, Weiße Mühle, Walpertsmühle, Zwietrachtsmühle, Fiedlersmühle, Waldmühle und  Tobiashammer), Sahlender Mühle (1593).
Der Ursprung des Namens Leichviertel liegt bei ahd. Leih, so viel wie gespielte Weise, was auf eine frühere Spielwiese oder einen Festspielplatz deutet. Die Kirche hieß im Volksmund auch „Leichkirche“.